# سرزمین‌های تاریک (بازی ویدئویی)
سرزمین‌های تاریک (بازی ویدئویی) (انگلیسی: Dark Lands (video game)) یک بازی ویدئویی دونده بی‌پایان تک‌نفره برای سکو‌های ویندوز فون، اندروید و آی‌اواس می‌باشد که توسط مینگل گیمز توسعه و مینگل گیمز و بالکی‌پیکس نشر پیدا کرده است.
در ابتدا قرار بود تا هزینه‌های نسخهٔ اندروید و آی‌اواس از طریق کیک‌استارتر تأمین شود اما این موفقیت‌آمیز نبود.